# فرس النهر الصقلاوي
فرس النهر الصقلاوي (الاسم العلمي: Hippopotamus pentlandi) هو نوع منقرض من فرس النهر من جزيرة صقلية.  وصلت خلال العصر البليستوسين، في أزمة ملين ميسين.  إنه أكبر أفراس النهر القزمية المعزولة المعروفة من العصر البليستوسين للبحر الأبيض المتوسط يصل وزنه إلى 320 كجم.